# 陳佑
陳佑（1999年06月21日—），台灣男演員，台灣臺北市人。目前為伊林娛樂模特兒，演員，身高188公分，為伊林娛樂璀璨之星第七屆中天之星。曾參與中國大陸選秀節目-青春有你。後演出音樂劇覺醒青春。

## 經歷
高中曾就讀於成功高中一個月，曾是學校排球隊隊員。後來轉學至台中常春藤國際高中,畢業之後前往美國芝加哥讀大學。2018暑假在台灣參加伊林璀璨之星比賽，獲得「中天之星」的稱號。
2019年1月期間，陳佑參加了《青春有你》青年勵志綜藝節目，在首演時他和覺醒東方的訓練生是第一組表演的。

## 演出作品

### 選秀節目
- 2018年 愛奇藝選秀節目《青春有你》

| 拍攝年份 | 演出日期         | 節目名稱 | 劇種   | 備註   |
| -------- | ---------------- | -------- | ------ | ------ |
| 2019     | 1月21日～4月26日 | 青春有你 | 真人秀 | 第56名 |

### 舞台劇
- 2019年 《覺醒青春》

| 拍攝年份 | 演出日期        | 節目名稱 | 劇種   | 備註 |
| -------- | --------------- | -------- | ------ | ---- |
| 2019     | 9月12、14、15日 | 覺醒青春 | 舞台劇 |      |

## 外部連結
- 陳佑YU的Facebook
- 陳佑  伊林公司簡介（页面存档备份，存于）
- 陳佑的Instagram